# Louise Henriette av Bourbon
Louise Henriette av Bourbon, född 20 juni 1726 i Paris, död där 9 februari 1759, var en fransk prinsessa; kunglig hertiginna av Chartres, Orleans och Étampes som gift med  Ludvig av Bourbon-Orléans, och mor till Ludvig Filip av Orléans och Bathilde av Orléans.

## Biografi
Louise Henriette var dotter till Ludvig Armand II av Bourbon, prins av Conti, och Louise-Elisabeth de Bourbon, som var dotterdotter till kung Ludvig XIV av Frankrike. Föräldrarna var kusiner. Som brukligt för franska överklassdöttrar uppfostrades hon i ett kloster fram till giftermålet.
Louise Henriettes äktenskap arrangerades för att släcka rivaliteten mellan de två familjerna; hennes bror hade tidigare gift sig med deras kusin av samma skäl. Bröllopet ägde rum i december 1743. Äktenskapet beskrivs initialt som lyckligt och passionerat, och paret fick tre barn tillsammans mellan 1745 och 1750. Snart visade sig emellertid skillnaderna mellan parterna allt mer. Hennes make var religiös och hade accepterat giftermålet eftersom hon hade uppfostrats i kloster och kunde förväntas vara religiös. I själva verket beskrivs Louise Henriette som en libertin, och paret levde snart skilda liv efter Henriettes "skandalösa uppträdande", det vill säga kärleksaffärer, och hon levde sedan sitt eget liv där hon ägnade sig åt sina sexuella intressen. Hon ryktades ha haft en lång rad älskare, bland dem Ludvig XV, François Boucher, prinse de Soubise och ett antal män hon träffade då hon förklädde sig och blandade sig med allmänheten i Palais-Royal, som var öppet för allmänheten. Hon avled "på grund av sina utsvävningar", vilket var en eufemism för könssjukdomar.
Efter hennes död återfanns några musikstycken och dikter som var skrivna av henne och som uppgavs ha grovt sexuellt innehåll. Marquise de Créquy uppgav att vid hertiginnan av Orleans död, 
"fann vi i hennes kassett en samling satirer och hemska sånger som hon hade komponerat. De kan inte transkriberas med en annan kvinnas penna, och särskilt en kristen kvinnas. Jag kunde bara citera början av en vers som hon riktade till sin man: Monseigneur d'Orléans, / Dina påstådda barn / Är föremål för förakt / Från hela Paris! Monseigneur d'Orléans bara skrattade, och alla stamgästerna på Palais-Royal tog kopior av samma diktsamling, som prinsessan hade titulerat: Mitt testamente."
Louise Henriettes son påstod under franska revolutionen att hon hade fått honom med en kusk. Detta var dock troligen sagt för att han, som då var jakobin, ville distansera sig från sitt kungliga påbrå. Ett DNA-test från 2013 visade att han var son till sin officiella far.